# Invitation (film)
Pour les articles homonymes, voir Invitation (homonymie).
Pour plus de détails, voir Fiche technique et Distribution.
Invitation (Davat, en persan: دعوت) est un film dramatique iranien réalisé par Ebrahim Hatamikia, sorti en 2008.

## Synopsis
Quelques couples affrontent des problèmes similaires. Leur approche est complètement différente vis-à-vis de la situation, ainsi que leur réaction respective.

## Fiche technique
- Titre : Invitation
- Réalisation : Ebrahim Hatamikia

## Distribution
- Mohmmad Reza Froutan
- Mahnaz Afshar
- Merila Zarei
- Anahita Ne'mati
- Soraya Ghassemi
- Katayoun Riahi
- Gohar Kheirandish
- Reza Babak
- Mohammad Reza Sharifinia